# Campylorhamphus
Campylorhamphus – rodzaj ptaków z rodziny tęgosterowatych (Dendrocolaptidae).

## Występowanie
Rodzaj obejmuje gatunki występujące w Ameryce Centralnej i Ameryce Południowej.

## Morfologia
Długość ciała 20–28 cm, masa ciała 30–55 g.

## Systematyka

### Nazewnictwo
Nazwa rodzajowa pochodzi z języka greckiego i oznacza „zakrzywiony dziób” (καμπυλος kampulos – „zakrzywiony” oraz ῥαμφος rhamphos – „dziób”).

### Podział systematyczny
Do rodzaju należą następujące gatunki:
- Campylorhamphus falcularius (Vieillot, 1822) – drzewiarz czarnodzioby
- Campylorhamphus pusillus (P.L. Sclater, 1860) – drzewiarz brązowogłowy
- Campylorhamphus trochilirostris (M.H.C. Lichtenstein, 1820) – drzewiarz czerwonodzioby
- Campylorhamphus procurvoides (Lafresnaye, 1850) – drzewiarz krzywodzioby

Dwa opisane w 2013 gatunki – C. cardosoi i C. gyldenstolpei zostały odrzucone przez SACC, nie uznaje ich również IOC, traktując je jako podgatunki drzewiarza krzywodziobego.